# HR 511
Désignations
HR 511 (également désignée Gliese 75 ou V987 Cassiopeiae) est une étoile située à ∼ 32,8 a.l. (∼ 10,1 pc) de la Terre dans la constellation de Cassiopée. Il s'agit d'une des étoiles les plus proches du système solaire.
C'est une naine orange de la séquence principale et de type spectral K0. Sa taille est d'environ 83 % de celle du Soleil et sa luminosité de 53 %. Cette étoile a le même âge que le Soleil.